# 유대현 (축구 선수)
유대현(柳大鉉, 1990년 2월 28일 ~ )은 대한민국의 전직 축구 선수이다. 현역 시절 포지션은 풀백이었다.

## 클럽 경력
2012년 홍익대학교를 떠나 도치기 SC에 입단하였다. 하지만 입단 후 주전 자리를 꿰차는데 어려움을 겪었고 2013년 마치다 젤비아로 임대 이적하였다.
2013년 계약 만료로 도치기를 떠난 후 이듬해 K리그 드래프트에 참가하여 부천 FC에 지명되었다.
2017시즌을 앞두고 강릉시청 축구단으로 이적했다.
현재 용인 유투고 축구교실을 운영중이여 연원FC에서 활동중이고 다수의 팀을 감독 및 관리하고 있다.